# Сферометр
Сферометр  (англ. spherometer, нім. Sphärometer n) – оптичний прилад для визначення радіуса кривизни сферичної поверхні (оптичних лінз) і товщини тонких пластинок. Похибка не перевищує 0,02-0,5% при вимірюванні радіуса кривизни у межах від 40 мм до 40 м. Застосовується в оптиці, машинобудуванні, зокрема гірничому машинобудуванні.